# Klemens Tomczek

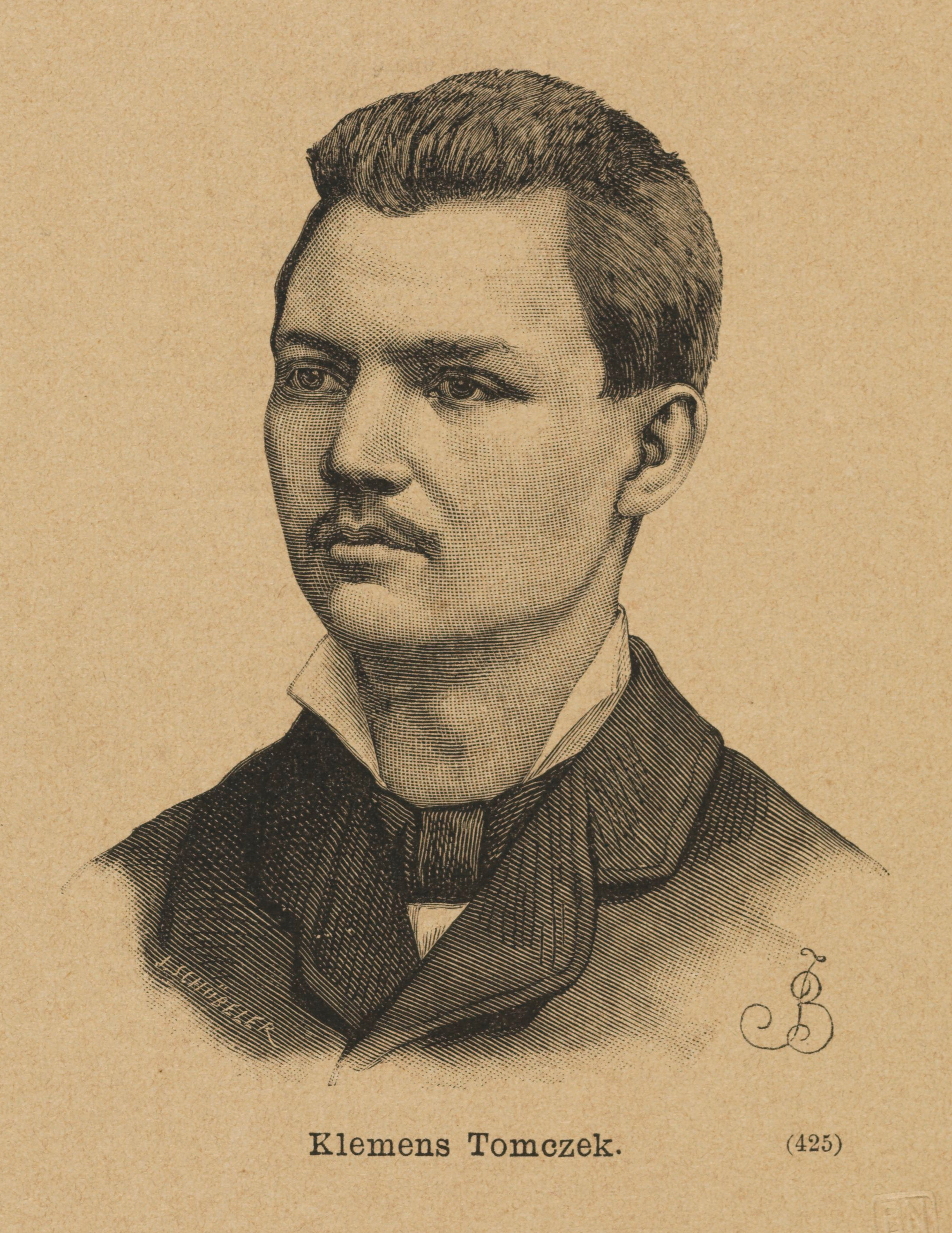
Klemens Tomczek

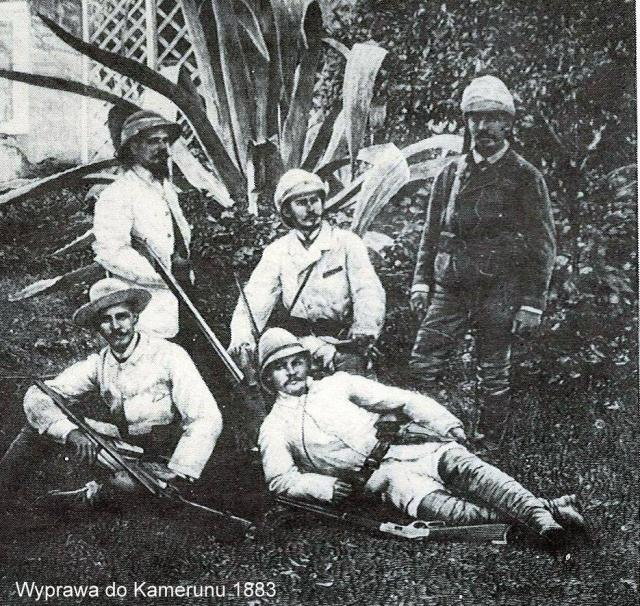

Klemens Tomczak też jako: Tomczek (ur. 23 listopada 1860 w Trzemesznie, zm. 20 maja 1884 na terenie Kamerunu) – polski geolog i podróżnik.

## Życiorys
Wcześnie osierocony syn nauczyciela Gimnazjum w Ostrowie. Absolwent gimnazjum we Wrocławiu i Akademii Górniczej we Freibergu.
Wraz z podróżnikiem Stefanem Szolcem-Rogozińskim oraz meteorologiem Leopoldem Janikowskim zorganizował pierwszą polską wyprawę badawczą do Afryki. W wyprawie wzięli jeszcze udział Władysław Ostaszewski i Walery Tomaszewski (inne źródła podają, iż zamiast Tomaszewskiego był inżynier Ludwik Hirszenfeld). Prawdopodobnie w trakcie wyprawy nastąpił jakiś konflikt, gdyż zarówno Szolc-Rogoziński, jak i Janikowski wspominają o pięciu uczestnikach wyprawy, ale poza zmarłym Tomczekiem nie wspominają żadnego z nich z imienia ani nazwiska. 
Tomczek zbadał pod kątem geologii i hydrografii Kamerun, a w szczególności źródła i górny bieg Río del Rey, Jezioro Słoniowe, źródła rzeki Meme, dopływy rzeki Mungo. 
Opublikował około 10 artykułów podróżniczych w prasie polskiej oraz pracę naukową w języku niemieckim O handlu wymiennym w Środkowo-Zachodniej Afryce („Mitteilungen der Geographischen Gesellschaft im Hamburg”, 1880–1881). Zmarł podczas wyprawy na malarię, na wyspie Mondoleh. W rękopisie pozostawił siedem tomów notatek geograficznych.
Stefan Szolc-Rogoziński kazał przenieść jego szczątki na Fernando Po, gdzie mieszkał wraz z żoną Hajotą podczas drugiej swojej wyprawy. „Przywiezione na Fernando Po, a potem nielegalnie przez Janikowskiego do Polski, spoczęły na jednym z wiejskich cmentarzy” – taką informację zamieszczają M. Zacharowska i J. Kamocki w katalogu do wystawy „Stefan Szolc-Rogoziński. Badania i kolekcja afrykańska z lat 1882 do 1890” (Muzeum Etnograficzne w Krakowie, 1984) opierając się na informacji zamieszczonej przez H. Tetzlaffa („Jeszcze o wyprawie Szolc-Rogozińskiego”, Życie Warszawy z 27.02.1972 r.), który twierdził, że Tomczek został pochowany „(...) pokryjomu na jakimś wiejskim cmentarzu w okolicach Radomska, gdzie proboszczem był przyjaciel Janikowskiego (...)”.
Grób został odnaleziony na warszawskich Powązkach:
„Leopold Janikowski 
1855 8-XII-1942 r.
Podróżnik, meteorolog, etnograf
I. wyprawa do Afryki 1882-1885
ze Stefanem Rogozińskim 
i Klemensem Tomczakiem (sic!)
II. wyprawa samotna 1887-1890”
„Klemens Tomczak (sic!) 
23 XI 1860 -20.V.1884
umarł w Afryce na wyspie Mandoloch (sic!)
przywieziony przez 
Leopolda Janikowskiego 
spoczywa w grobie jego rodziny”.
Gazeta Warszawska z lipca 1884 roku „ś. p. Klemens Tomczak, uczestnik wyprawy Rogozińskiego do Afryki Środkowéj, zmarł dnia 20-go maja na żółtą febrę w Mandolehu, na zachodniém wybrzeżu Afryki środkowéj. Tomczak był rodem z Trzemeszna w W. Ks. Poznańskiém, gdzie się urodził w końcu roku 1860, miał tedy niespełna lat 24. Młodzieniec nieugiętéj woli, wcześnie straciwszy ojca, nauczyciela gimnazyum w Ostrowie, o własnych siłach ukończył gimnazyum we Wrocławiu i akademię górniczą we Fryburgu. Mógł na miejscu prawdziwie zasłużyć się krajowi, lecz uniosły go fantastyczne widoki. Miejsce dla nieboszczyka było np. w Olkuszu. Szkoda dzielnych sił, starganych dobrowolnie pod cudzém niebem południa!”
Po blisko czteromiesięcznej podróży, 16 kwietnia 1882 roku „Łucja Małgorzata” rzuciła kotwicę w zatoce Santa Isabel przy wyspie Fernando Poo u wybrzeży Kamerunu. Stamtąd, po kilku dniach, ekipa wyruszyła szalupą „Warszawianka” na stały ląd.
Późnym wieczorem 22 kwietnia 1882 roku dobili do osady Victoria w zatoce Ambas. Cel wyprawy został osiągnięty. Teraz trzeba było tylko założyć polską bazę.
Miejscowy przywódca odsprzedał Polakom teren pod budowę stacji, obecność białych na jego ziemi znacznie podnosiła prestiż wioski. Zalążek polskiej kolonii w Kamerunie kosztował – jak pisze w książce „Kolonie Rzeczypospolitej” Marek Arpad Kowalski – 10 sztuk materii, 6 strzelb skałkowych, 3 skrzynki ginu, 4 kuferki, 1 tużurek czarny, 1 cylinder, 3 kapelusze, 12 czerwonych czapek, 60 słoików pomady do włosów, 12 bransoletek i 4 chustki jedwabne. Stosunkowo niewiele za wejście Polski do klubu państw kolonialnych. Polacy mieli teraz w Kamerunie swoje, liczące kilkadziesiąt kilometrów kwadratowych, terytorium. 
W 1884 roku Kamerun został zajęty przez Niemców. Rogoziński oddał się pod protektorat Wielkiej Brytanii, lecz wkrótce Brytyjczycy wycofali się z tej części Afryki, a podległe im tereny Kamerunu oddali Niemcom. Dla Rogozińskiego była to życiowa klęska. Cały swój majątek zainwestował w plantację kakao. Dla Niemców stał się osobą niepożądaną i musiał opuścić Kamerun.
Uhonorowany ulicą jego imienia w Ostrowie Wielkopolskim. Jego pamięci poświęcony jest również kamień znajdujący się na cmentarzu w Trzemesznie.
Z wyprawy i po wyprawie wszędzie jego nazwisko jest pisane Tomczak:
jpg
jpg
jpg